# 凱西克 (愛荷華州)
凱西克（英語：Keswick）是一個位於美國愛荷華州基奧卡克縣的城市。

## 地理
凱西克的座標為41°27′14″N 92°14′20″W / 41.45389°N 92.23889°W，而該地的平均海拔高度為264米（即866英尺）。

## 人口
根據2010年美國人口普查的數據，凱西克的面積為1.11平方千米，當中陸地面積為1.11平方千米，而水域面積為0.00平方千米。當地共有人口246人，而人口密度為每平方千米221人。